# Torneo de Colonia
El Torneo de Colonia I y II fueron unos nuevos torneos profesionales de tenis que se disputaron, por única vez, en pistas rápidas en Colonia, Alemania en el Lanxess Arena. Ambos formaron parte del ATP Tour. Se organizaron principalmente debido a la cancelación de varios torneos durante la temporada 2020, debido a la pandemia de COVID-19.

## Resultados

### Bett1HULKS Indoors

#### Individual masculino
| Año  | Campeón          | Finalista             | Marcador |
| ---- | ---------------- | --------------------- | -------- |
| 2020 | Alexander Zverev | Félix Auger-Aliassime | 6-3, 6-3 |

#### Dobles masculino
| Año  | Campeones                           | Finalistas                | Marcador |
| ---- | ----------------------------------- | ------------------------- | -------- |
| 2020 | Pierre-Hugues Herbert Nicolas Mahut | Łukasz Kubot Marcelo Melo | 6-4, 6-4 |

### Bett1HULKS Championship

#### Individual masculino
| Año  | Campeón          | Finalista         | Marcador |
| ---- | ---------------- | ----------------- | -------- |
| 2020 | Alexander Zverev | Diego Schwartzman | 6-2, 6-1 |

#### Dobles masculino
| Año  | Campeones                   | Finalistas                  | Marcador |
| ---- | --------------------------- | --------------------------- | -------- |
| 2020 | Raven Klaasen Ben McLachlan | Kevin Krawietz Andreas Mies | 6-2, 6-4 |